# Distretto di Beryslav
Il distretto di Beryslav (in ucraino Бериславський район?) è un distretto nell'oblast' di Cherson in Ucraina. Il suo centro amministrativo è la città di Beryslav Ha una popolazione di 94 103 abitanti.
Il 18 luglio 2020, come parte della riforma amministrativa dell'Ucraina, il numero di distretti dell'oblast di Cherson, è stato ridotto a cinque e l'area del distretto di Beryslav è stata notevolmente ampliata.